# Marie Hauterville
Marie Marlène Hauterville (Pointe-à-Pitre, 19 settembre 1968) è un'ex schermitrice francese, vincitrice di una medaglia d'argento ai campionati mondiali di scherma.